# 기뢰부설함

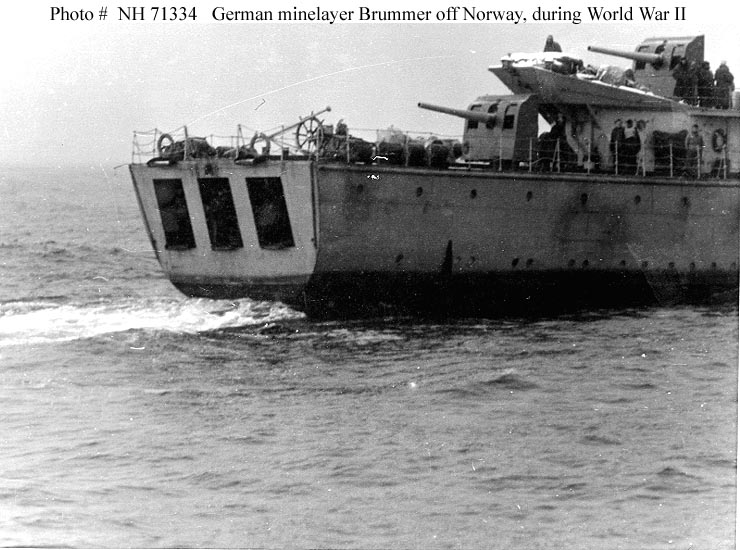

기뢰부설함(機雷敷設艦, Minelayer)는 목적 해역에 기뢰를 설치하는 군함이다.

## 대한민국의 기뢰부설함
- 원산급 기뢰부설함
- 남포급 기뢰부설함